# Saarschmiede
Die Saarschmiede GmbH Freiformschmiede mit Sitz in Völklingen existiert seit 1993, hat jedoch in ihren einzelnen Betriebsteilen eine deutlich längere Firmentradition. Zweck der Gesellschaft ist der Betrieb einer Freiformschmiede.
Hervorgegangen ist die Gesellschaft aus dem Montanunternehmen Völklinger Eisenwerk der Gebrüder Röchling, gegründet 1881, welches im Zuge mehrerer Fusionen zur heutigen Saarstahl AG wurde. 1993 kam es zu einer Neuordnung der Weiterverarbeitungssparten der Saarstahl AG und damit verbunden zur Ausgründung der Saarschmiede.
Alleinige Eigentümerin der Saarschmiede ist die Saarstahl AG.

## Tätigkeitsbereiche
Die Saarschmiede stellt Schmiedeprodukte für die folgenden Branchensegmente her:
- Energiemaschinenbau
- Allgemeiner Maschinenbau
- Sonderwerkstoffbereich

Typische Produkte sind beispielsweise Generatorwellen für Kraftwerke und Kurbelwellen für Schiffsdieselmotoren.
Hierfür verfügt die Saarschmiede u. a. über eine Freiformschmiedepresse mit einer Presskraft von 12.000 Tonnen.